# كلود ماثيوز
كلود ماثيوز (بالإنجليزية: Claude Matthews)‏ هو سياسي أمريكي، ولد في 14 ديسمبر 1845 في الولايات المتحدة، وتوفي بنفس المكان في 28 أبريل 1898. حزبياً، نشط في الحزب الديمقراطي. انتخب حاكم إنديانا ‏ (9 يناير 1893 – 11 يناير 1897) وانتخب عضو مجلس نواب إنديانا وانتخب Secretary of State of Indiana ‏.